# Eocen
| Eon        | Eratem   | Sistem Perioda | Serija Epoha | Čas (106let)   |
| ---------- | -------- | -------------- | ------------ | -------------- |
| Fanerozoik | Kenozoik | Kvartar        | Holocen      | 0 - 0,0115     |
| Fanerozoik | Kenozoik | Kvartar        | Pleistocen   | 0,0115 - 2,588 |
| Fanerozoik | Kenozoik | Neogen         | Pliocen      | 2,588 - 5,332  |
| Fanerozoik | Kenozoik | Neogen         | Miocen       | 5,332 - 23,03  |
| Fanerozoik | Kenozoik | Paleogen       | Oligocen     | 23,03 - 33,9   |
| Fanerozoik | Kenozoik | Paleogen       | Eocen        | 33,9 - 55,8    |
| Fanerozoik | Kenozoik | Paleogen       | Paleocen     | 55,8 - 65,5    |
| Fanerozoik | Mezozoik | Kreda          | Pozna        | preteklost     |

Eocen je geološka doba, ki je trajala od pred 56 do 34 milijonov let in je pomemben del geološke zgodovine v drugem delu paleogenskega obdobja v kenozoiku. Eocen pokriva čas od konca paleocena do začetka oligocena. Začetek eocena označuje pojav prvih modernih sesalcev. Konec je določen z masovnim izumiranjem, ki ga pogosto razlagajo kot posledico udarca enega ali več izvenzemeljskih predmetov, katerih sledove so našli v Sibiriji in današnjem Zalivu Chesapeake. Seveda pa je določitev bolj točnih datumov nemogoča.
Ime eocen izhaja iz grščine, kjer eos pomeni zora in ceno pomeni nov, kar naj bi se nanašalo na »zoro« moderne ('nove') faune sesalcev, ki so se pojavili v tem obdobju.

## Razdelitev eocena
Eocen se običajno deli na zgornji in spodnji eocen. Podrobneje od najmlajših do najstarejših pa na:
- Priabonij	(37,2 ± 0,1 – 33,9 ± 0,1 milijon let)
- Bartonij	(40,4 ± 0,2 – 37,2 ± 0,1 milijon let)
- Lutecij	(48,6 ± 0,2 – 40,4 ± 0,2 milijon let)
- Ipresij	(55,8 ± 0,2 – 48,6 ± 0,2 milijon let)

## Eocenska klima
Na začetku eocena se je planet segrel v času ene najhitrejših (v geološkem smislu) in najesktremnejše globalne otoplitve v geološki zgodovini, imenovane ''Paleocensko-eocenski termanlni maksimum'' ali Inicijalni eocenski termalni maksimum (PETM ali IETM). To je bila epizoda hitrega in intenzivnega gretja (do 7 °C na večjih geografskih širinah) in je trajala manj od 100.000 let. Termalni maksimum je povzročil vidno masovno izumiranje ki deli eocensko fauno od paleocenskih ekosistemov. Velika otoplitev v eocenu daje uvid v globalno otoplitev.
Eocenska globalna klima je bila verjetno najhomogenejša v kenozoiku; temperaturni gradijent od ekvatorja do polov je znašal samo pol današnjega, globoki oceanski tokovi pa so bili neobičajno topli. Polarna območja so bila bistveno toplejša kot so danes, tako da so se gozdovi, sicer vezani na zmerne in tople kraje, širili do polov. Klima je bila tudi precej bolj vlažna kot je danes. Polarna območja so imela verjetno podobno klimo kot pacifiški severozahod današnjih ZDA. Tropska klima se je na severu razprostirala vse do 45 stopinj geografske širine.
Klima je ostala topla skozi preostanek eocena, čeprav se je počasna globalna ohladitev, ki je privedla do pleistocenske poledenitve, začela pred koncem dobe, ko so se oceanski tokovi okoli Antarktike začeli hladiti.

## Razvoj atmosferskih toplogrednih plinov
Toplogredni plini, zlasti ogljikov dioksid in metan, so v eocenu igrali pomembno vlogo pri nadzoru temperature ozračja. Konec PETM je bil izpolnjen z zelo veliko vezavo ogljikovega dioksida v obliki klatrata metana, premoga in surove nafte na dnu Severnega ledenega morja, kar je zmanjšalo ogljikov dioksid v ozračju. Ta dogodek je bil podobnega obsega kot obsežno sproščanje toplogrednih plinov v začetku PETM, kot posledica skladiščenja predvsem zasutega organskega ogljika in silikatov. Za zgodnji eocen naj bi bilo značilno ugibanje, koliko ogljikovega dioksida je bilo v atmosferi. Različni geokemični in paleontološki približki kažejo, da so vrednosti ogljikovega dioksida v ozračju v času največje svetovne otoplitve znašali 700-900 ppm, medtem ko drugi trdijo da pedogeni karbonati in morski borovi izotopi kažejo velike spremembe ogljikovega dioksida za več kot 2000 ppm v obdobjih manj kot 1 milijon let. Različni viri navajajo, da je za ta velik pritok ogljikovega dioksida kriv vulkanski izbruh - odplinjevanje v Severnoatlantskem grebenu ali oksidacija metana, shranjenega v velikih rezervoarjih odloženih zaradi PETM dogodkov na morskem dnu ali v močvirskih okoljih. Za primerjavo: danes je raven ogljikovega dioksida pri 400 ppm, oziroma 0,04 %.
V začetku eocena je bil metan še en toplogredni plin, ki je drastično vplival na podnebje. V primerjavi z ogljikovima dioksidom, ima metan precej večje posledice na temperaturo. Metan ima približno 23-krat večji učinek na molekulo kot ogljikov dioksid na 100-letni lestvici (ima višji potencial globalnega segrevanja). Večina metana se je sprostila v ozračje v eocenu iz mokrišč, močvirij in gozdov. Koncentracije atmosferskega metana danes so 0,000179 % ali 1,79 ppmv.
V srednjem do poznem eocenu se je ozračje začelo hladiti in ogljikov dioksid je upadel. Na koncu Eocenskega optimuma se je ogljikov dioksid začel zmanjševati zaradi povečane silikatne planktonske produktivnosti in vsrkavanja ogljika v morja. V začetku srednjega eocena, pred približno 49 milijoni let, se je zgodila Azolla. Enakomerna klima v zgodnjem eocenu in topla temperatura na Arktiki je bila idealna za rast Azolla plavajoče vodne praproti v Arktičnem oceanu. Ko je Azolla potonila v Arktičnem oceanu, je ostal ogljik pokopan na morsko dno. Še en dogodek v srednjem eocenu je bila nenadna in začasna ohladitev. Iz izvrtanih vzorcev izpred 41,5 milijonov let v južnem oceanu in izotopsko analizo je razvidno, da so se dogodki segrevanja dogajali na 600 tisoč let. Močno povečanje atmosferskega ogljikovega dioksida so opazili pri največ 4.000 ppm, kar je najvišja količina atmosferskega ogljikovega dioksida odkrita v eocenu. Glavna hipoteza za tako radikalen prehod je bil nastanek epikontinentalnega grebena in trčenje indijske celine z azijsko in posledično nastanek Himalaje. Druga hipoteza zagovarja nastajanje grebena na morskem dnu in metamorfno-karbonatne reakcije, ki sproščajo velike količine ogljikovega dioksida v ozračje.
Na koncu klimatskega Optimuma se je hlajenje in črpanje ogljikovega dioksida nadaljevalo skozi pozni eocen in v eocensko - oligocenskem prehodu pred okoli 34 milijoni let.

## Eocenska paleogeografija
V obdobju eocena se je nadaljevalo premikanje kontinentov proti današnjemu stanju.
Na začetku sta bili Avstralija in Antarktika še spojeni. Topli ekvatorijalni tokovi so se mešali s hladnimi antarktičkimi vodami in vzdrževali visoke globalne temperature. Ko se je Avstralija oddvojila od južnega kontinenta pred okoli 45 milijonov let, se je med kontinentoma ustvaril izoliran kanal hladne vode. Antarktika se je ohladila, ocean okoli Antarktike pa je zaledenel in pošiljal hladno vodo in ledene gore na sever, ter tako še dodatno pripomogel k ohlajanju.
Severni superkontinent Lavrazija je začel razpadati, tako da so se Evropa, Grenlandija in Severna Amerika razdvojile.
Na zahodu Severne Amerike so se v eocenu začela ustvarjati gorovja, velika jezera pa so se formirala na visokih planinskih uravnavah.
Blizu Evrope je morje Tetida dokončno izginilo, pri čemer je rast Alp izolirala njegov ostanek - Sredozemsko morje na jugu, ter ustvarila še eno plitvo morje z arhipelagom na severu. Čeprav se je odprl severni Atlantik, je verjetno še obstajal kopni most med Severno Ameriko in Evropo, saj si je fauna v teh dveh območjih precej podobna.
Indija je nadaljevala svoje potovanje iz Afrike in se začela zbliževati z Azijo, pri čemer je začela rasti Himalaja.
- Detajlna karta zahodnega dela Severne Amerike v dobi terciara:  Arhivirano 2009-03-30 na Wayback Machine.
- Karta eocenske Zemlje

## Eocenska flora
Na začetku eocena so visoke temperature in topli oceani ustvarili vlažno in blago okolje z gozdovi, ki so se razprostirali od pola do pola. Polarni gozdovi so bili prostrani. Eocenski fosili in ohranjeni ostanki lesa kot so močvirska cipresa in metaskvoja so bili najdeni na otoku Ellesmere v kanadski Arktiki. Ohranjeni ostanki v arktičnem območju pravzaprav niso fosili ampak ostanki, ohranjeni v s kisikom siromašnih močvirnih vodah, kjer so potonili prej kot so uspeli razpasti. Tropske rastline iz eocena so najdene tudi na Grenlandiji in Aljaski. Tropski gozdovi so rasli daleč na sever tudi na območjih današnjega pacifiškega severozahoda in Evrope.
Palme so rasle na severu vse do Aljaske in severne Evrope v celotnem obdobju eocena, so pa postajale vse redkejše kot se je klima ohlajala. Metasekvoj je bilo tedaj prav tako precej več, kot jih je danes.
Ohladitev se je začela proti koncu eocena in do konca obdobja se je notranjost kontinenta začela sušiti, gozdovi pa redčiti. Sveže evoluirana trava se je razprostirala na obalah rek in jezer in se ni širila na ravnice in savano.
Ohladitev je s seboj prinesla spremembo letnih časov. Iglavci, ki so bili sposobni prenašati temperaturne spremembe, so začeli zavzemati prostor zimzelenim tropskim vrstam. Do konca obdobja so gozdovi iglavcev pokrivali velike dele severnih kontinentov vključno Severno Ameriko, Evrazijo in Arktiko, tropski gozdovi pa so se zadržali samo v ekvatorijalni Južni Ameriki, Afriki, Indiji in Avstraliji.
Antarktika, ki je v eocenu variirala od umirjene do subtropske klime, je postala precej hladnejša; toploti prilagojena tropska flora je izginila in kontinent so do začetka oligocena preraščali gozdovi iglavcev, pojavila pa so se tudi velika območja tundre.

## Eocenska fauna
Najstarši fosili večine modernih sesalcev so se pojavili v kratkem obdobju zgodnjega eocena. Nekaj novih skupin živali se je pojavilo v Severni Ameriki. Ti moderni sesalci (artiodactyli, perissodactylsi, primati) so imeli dolge tanke noge, stopala in roke sposobne za prijemanje ter  posebne zobe prilagojene žvečenju. Bili so pritlikave rasti, lažji od 10 kg. Bili so manjši od predhodnikov in bistveno manjši od sesalcev, ki so jim sledili. Predpostavljajo, da so visoke eocenske temperature odgovarjale manjšim živalim, ki so lažje prenašale vročino.
Dve skupini modernih ungulatas (kopitarji) so začeli dominirati zahvaljujoč kroženju med Evropo in Severno Ameriko. To so bili kopitarji-grabežljivci kot npr. Mesonyxa. Zgodnje oblike mnogih drugih vrst modernih sesalcev so bili netopirji, proboscidijane, primati, glodavci, vrečarji. Važni fosili eocenske kopenske faune so bili najdeni na zahodu Severne Amerike, v Evropi, Patagoniji, Egiptu in JV Aziji. Morska fauna je najbolj poznana iz nahajališč v južni Aziji in JV današnjih ZDA.
Fosili reptilij prav tako izhajajo iz eocena, vključno ogromen krokodil Deinosuchusa, ki je živel na območju današnjega Wyominga. Fosile pitonov in želv so našli v Severni Ameriki.
V eocenu so rastlike in morska fauna evoluirale v precej moderne oblike. Mnoge vrste modernih ptic so se prvič pojavile prav v eocenu.

## Eocenski oceani
Eocenski oceani so bili topli in polni rib in drugih morskih organizmov. Pojavili so se prvi carcharinidski morski psi in zgodnji morski sesalci, npr. Basilosaurusa, zgodnja vrsta kita za katerega menijo, da izhaja iz kopenskih živali, kopitarskih grabežljivcev imenovanih mesonychidi, od katerih je najbolj znan član Mesonyx.